# Orbeni
Orbeni est une commune roumaine située dans le județ de Bacău.